# Jardin de l'Évangile
Le jardin de l'Évangile est un square du 18e arrondissement de Paris, dans le quartier de la Chapelle.

## Situation et accès

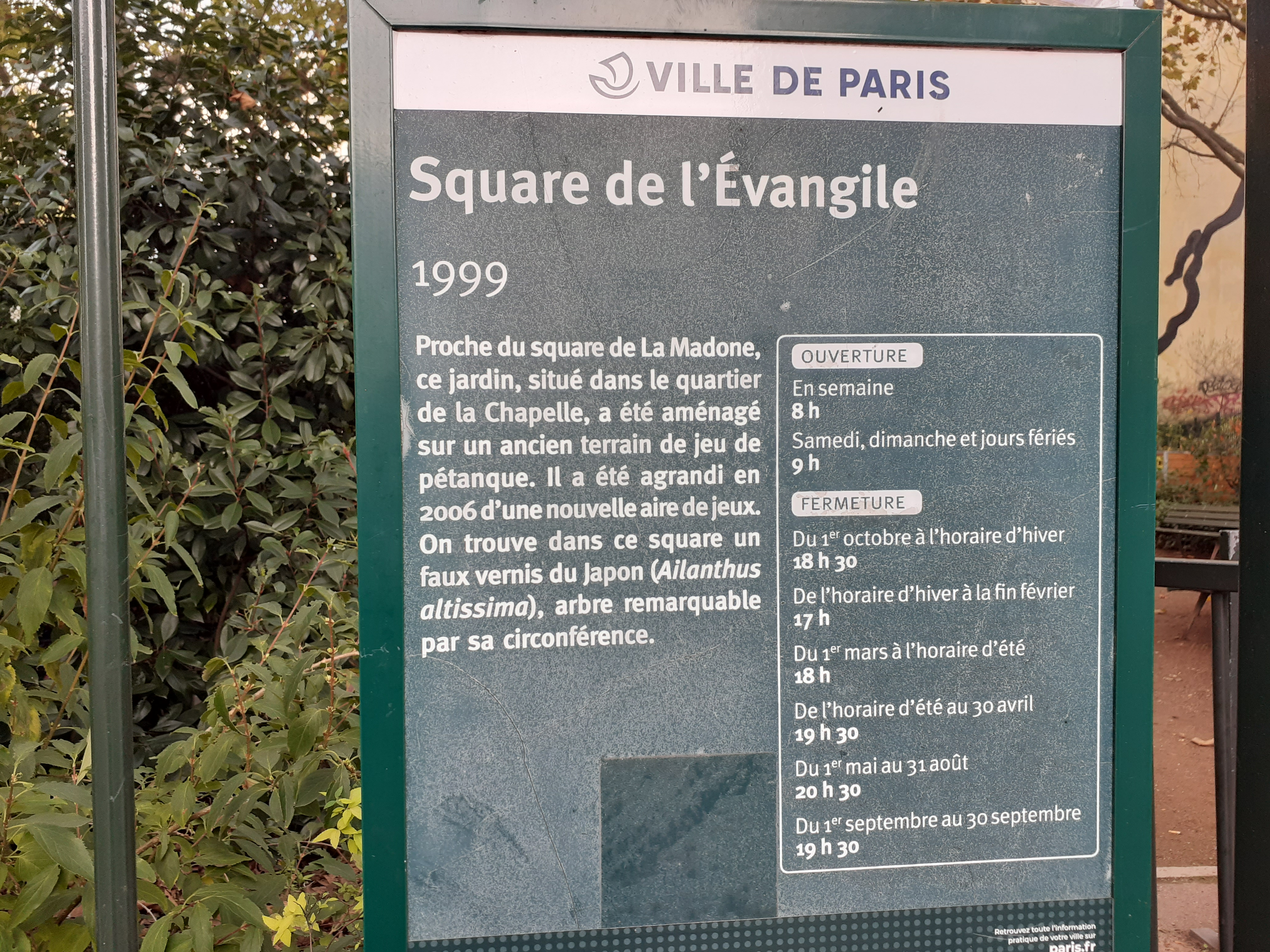
Entrée du jardin.

Il est délimité par la rue de la Madone, la rue Marc-Séguin et la rue de l'Évangile et jouxte le square de la Madone et le square Marc-Séguin.
Il est desservi par la ligne 12 à la station Marx Dormoy.

## Origine du nom
Il doit son nom à la proximité de la rue de l'Évangile.

## Historique
Ce jardin a fait l’objet d’un complet réaménagement en 2006.